# Hughesville (Missouri)
Pour les articles homonymes, voir Hughesville.
Hughesville est un village du comté de Pettis, dans le Missouri, aux États-Unis,. Situé au nord du comté, il est fondé en 1871 et incorporé en 1905.

## Démographie
Lors du recensement de 2010, le village comptait une population de 183 habitants. Elle est estimée, en 2017, à 184 habitants.

### Source de la traduction
- (en) Cet article est partiellement ou en totalité issu de l’article de Wikipédia en anglais intitulé « Hughesville, Missouri » (voir la liste des auteurs).